# Muelleria
Muelleria é uma revista científica de botânica publicada pelo Real Jardim Botânico de Melbourne. Centra-se em temas relacionados com as plantas, algas e fungos no Hemisfério Sul e Austrália em particular. A revista foi nomeada em honra do botânico Ferdinand von Mueller. Muelleria começou a publicação em 1955 com fundos do Maud Gibson Trust.
Muelleria foi uma da série de revistas de botânica iniciada pelos herbários australianos depois da Segunda Guerra Mundial, o que reflete o aumento do nível da investigação botânica realizada nessa altura. James Hamlyn Willis foi o editor dos três temas iniciais.